# Synagoge (Znojmo)

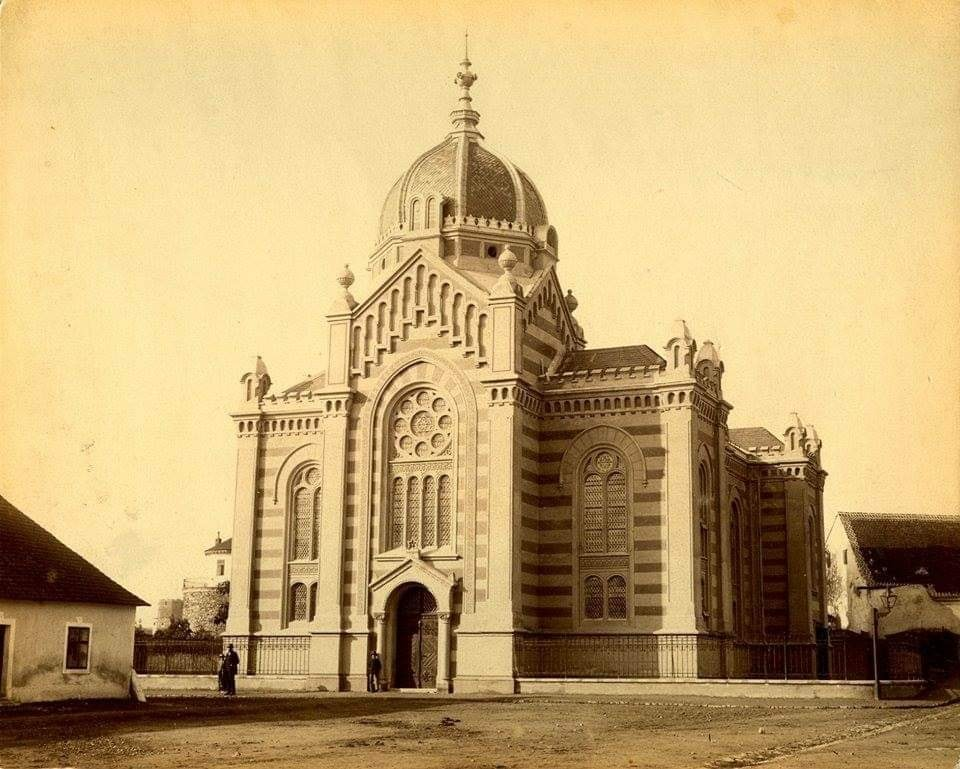
Synagoge in Znojmo (1888)

Die Synagoge in Znojmo (deutsch Znaim), einer Stadt in der Südmährischen Region in Tschechien, wurde 1888 erbaut und zu Beginn der 1940er Jahre abgerissen.

## Geschichte
Nachdem die Juden Znojmo Mitte des 15. Jahrhunderts verlassen mussten, durften sie sich erst Mitte des 19. Jahrhunderts wieder in der Stadt ansiedeln. Zunächst hatten sie nur eine Betstube, aber im September 1888 konnten sie eine Synagoge am Diwischplatz (Divišova náměstí) einweihen.
Im September 1938 wurde Znojmo im Münchner Abkommen dem Deutschen Reich zugesprochen und gehörte zum Reichsgau Niederdonau. Bei den Novemberpogromen am 9. November 1938 wurde das Gebäude nicht beschädigt, jedoch am Tag danach geschlossen.
Im Sommer 1939 beschloss der Bürgermeister von Znojmo, am Diwischplatz an der Stelle des Synagogengebäudes einen Park einzurichten. Dieses wurde danach schrittweise bis 1942 abgerissen und die Steine für andere Gebäude verwandt.
Nach dem Krieg blieb das Gelände bis in die 1970er Jahre unbebaut; danach wurde dort ein Gebäude der Kommunistischen Partei der Tschechoslowakei errichtet. Heute ist dort das Finanzamt untergebracht.
Seit Dezember 2008 erinnert ein Gedenkstein an dem Ort an die ehemalige Synagoge.

## Architektur
Der Entwurf der Synagoge im maurischen Stil stammt von dem deutsch-österreichischen Architekten Ludwig Schöne.
Der Haupteingang im Westen war von einer großen, zwiebelförmigen Kuppel gekrönt. Je zwei weitere Eingänge befanden sich entlang der Längsseiten. Neben dem Haupteingang befanden sich rechts und links die Treppenhäuser zu der Frauenempore. Diese verlief, von Säulen gestützt, entlang drei Seiten (außer der Ostseite). Dort war der Toraschrein. Die Bima stand, wie im Reformjudentum üblich, unmittelbar vor dem Toraschrein (und nicht in der Mitte der Halle).